# HD 42818
Désignations
HD 42818, également désignée HR 2209, est une étoile binaire présumée de la constellation boréale de la Girafe. Elle est visible à l'œil nu avec une magnitude apparente de 4,76. Le système présente une parallaxe annuelle de 18,64 mas mesurée par le satellite Hipparcos, ce qui permet d'en déduire qu'il est distant d'environ ∼ 175 a.l. (∼ 53,7 pc) de la Terre. Il apparaît se rapprocher du Système solaire à une vitesse radiale d'environ −7 km/s. En date de 2012, il est estimé que le système sera au plus proche du Soleil dans 485 000 ans, à une distance d'environ 51,87 pc (∼169 al).
HD 42818 est une étoile binaire astrométrique présumée. Sa composante visible est une étoile blanche de la séquence principale de type spectral A0 Vn, avec le suffixe « n » qui indique des raies « nébuleuses » (larges) en raison de sa rotation rapide. Elle tourne en effet sur elle-même à une vitesse de rotation projetée de 255 km/s selon David & Hillenbrand (2015), van Belle (2012) donnant quant à lui une valeur encore plus élevée de 325 km/s. Cette rotation rapide donne à l'étoile une forme aplatie avec un bourrelet équatorial prononcé. Les étoiles de type A ne sont pas censées émettre des rayons X, mais pourtant HD 42818 est une source de rayons X d'une luminosité de 120,4 × 1020 W. Cette émission pourrait venir d'un compagnon invisible de type plus tardif.
L'étoile visible est estimée être 2,49 fois plus massive que le Soleil et son rayon est environ 2,7 fois plus grand que le rayon solaire . Elle est relativement jeune, étant âgée d'environ 99 millions d'années. L'étoile est 34 fois plus lumineuse que le Soleil et sa température de surface est de 10 834 K.